# Сариуш-Вольский, Яцек
Яцек Эмиль Сариуш-Вольский (пол. Jacek Emil Saryusz-Wolski, 19 сентября 1948, Лодзь) — польский дипломат, политический деятель и член Европарламента (избран 13 июня 2004). В 2004–2007 годах — вице-президент Европейского парламента.

## Научная карьера
Яцек Сариуш-Вольский изучал экономику в Университете города Лодзь, и окончил его в 1971 году. Был преподавателем в Университете города Лодзь и экспертом по Европейским сообществам с 1970-х годов. В 1980 году стал членом профсоюза Солидарность. После смены режима в 1989 году он был назначен директором Центра европейских исследований в университете города Лодзь (Ośrodek Badań Europejskich Uniwersytetu Łódzkiego).

## Политическая карьера
Яцек Сариуш-Вольский был назначен первым польским полномочным представителем по европейской интеграции и иностранной помощи (pełnomocnik ds. integracji europejskiej i pomocy zagranicznej), когда эта должность была создана в 1991 году премьер-министром Яном Кшиштофом Белецким. Яцек Сариуш-Вольский занимал эту должность до 1996 года, несмотря на частые смены правительства. В правительство он вернулся в 2000 году, когда премьер-министр Ежи Бузек назначил его секретарём в Комитета по европейской интеграции (Komitet Integracji Europejskiej). Яцек Сариуш-Вольский был очень важным участником переговоров в Ницце в 2000 году.
13 июня 2004 года он был избран членом Европарламента, как кандидат от Гражданской Платформы в избирательном округе #6 (Лодзинское воеводство), получив 66 589 голосов (что составляет 16,92 %, лучший результат в регионе). 20 июля 2004 он был избран вице-президентом Европейского парламента, и занимал этот пост до 16 января 2007 года.
В марте 2006 году Сариуш-Вольский был избран вице-президентом Европейской народной партии (EPP) на трёхлетний срок.
В 2015 году средства массовой информации сообщили, что Яцек Эмиль Сариуш-Вольский был включён в российский чёрный список известных людей из Европейского Союза, которым запрещён въезд в страну.

## Награды
- Большой крест Ордена Возрождения Польши (2025)[7]
- Командорский крест Ордена Возрождения Польши (2003)[8]
- Орден Почётного легиона (2003 год, Франция)[9]
- Орден «За заслуги» I степени (19 августа 2006 года, Украина) — за весомый личный вклад в развитие международного сотрудничества, укрепление авторитета и положительного имиджа Украины в мире, популяризацию её исторических и современных достижений[10]
- Орден Победы имени Святого Георгия (2013 год, Грузия)[11]
- Медаль Мхитара Гоша (16 февраля 2016 года, Армения) — за значительный вклад в международное признание Геноцида армян[12]